# ام‌وی ایسلندر
ام‌وی ایسلندر (به انگلیسی: MV Islander) یک کشتی است که طول آن ۲۰۱ فوت می‌باشد. این کشتی در سال ۱۹۵۰ ساخته شد.